# Gracilornis
Gracilornis is een geslacht van uitgestorven vogels uit het Vroeg-Krijt van het huidige China, behorend tot de groep van de Enantiornithes. De enige benoemde soort is Gracilornis jiufotangensis.

## Naamgeving en vondst
De typesoort Gracilornis jiufotangensis is in 2011 benoemd en beschreven door Li Li en Hou Shilin. De geslachtsnaam is afgeleid van het Latijnse gracilis, 'lichtgebouwd', en het Oudgriekse ὄρνις, ornis, 'vogel'. De soortaanduiding verwijst naar de herkomst uit de Jiufotangformatie.
Het fossiel, holotype PMOL-AB00170, is in het district Chaoyang, in het westen van de provincie Liaoning gevonden in een laag van de Jiufotangformatie (Jehol-groep) die dateert uit het Aptien en ongeveer 120 miljoen jaar oud is. Het bestaat uit een in verband liggend vrijwel compleet skelet met schedel, samengedrukt op een enkele plaat. Beperkte resten van veren zijn ook bewaard gebleven. Het betreft een onvolgroeid individu.

## Beschrijving
Gracilornis is een kleine vogel. Het holotype is ongeveer acht centimeter lang. De soort onderscheidt zich van andere enantiornithen door de lichte bouw van het skelet, goed ontwikkelde gewrichtsvlakken en een klein borstbeen waarvan de lengte slechts 11 procent van de romplengte uitmaakt en de breedte 13 procent van de romplengte bedraagt. Dit laatste kenmerk kan echter ook een gevolg zijn van de jonge leeftijd.
Gracilornis heeft een spitse kop waarvan de praemaxilla in de bovenkaak enkele kleine tandjes bevat.

## Fylogenie
Gracilornis is door de beschrijvers in de Cathayornithidae geplaatst.